# 2-buteennitril
2-buteennitril, ook crotonitril genoemd, is een onverzadigd nitril. Het is een heldere, lichtgele vloeistof. Van deze verbinding bestaan cis- en trans-isomeren. Ze is commercieel verkrijgbaar als een mengsel van de twee isomeren. 

## Synthese
2-buteennitril ontstaat in de condensatiereactie van acetonitril en aceetaldehyde over een basische katalysator zoals kaliumhydroxide.
Bij de thermische decompositie op hoge temperatuur van pyrrool ontstaat cis-crotonitril als een van de reactieproducten (pyrrool en crotonitril zijn structuurisomeren).

## Toepassingen
Crotonitril is een tussenproduct in de synthese van andere verbindingen als zuren, amides of amines. De hydratatie van crotonitril bijvoorbeeld vormt crotonamide. Dit kan gebeuren door micro-organismen die het enzym nitrile hydratase bevatten.
Het is ook mogelijk om het te gebruiken als comonomeer in nitrilpolymeren, vergelijkbaar met  nitrilrubber.

## Toxicologie en veiligheid
Crotonitril is een licht-ontvlambare vloeistof en schadelijk voor de gezondheid. Blootstelling eraan kan huid- of oogirritatie veroorzaken en irritatie van de ademhalingswegen.